# Neosardus nigratus
Neosardus nigratus är en tvåvingeart som beskrevs av Roberts 1929. Neosardus nigratus ingår i släktet Neosardus och familjen svävflugor. Inga underarter finns listade i Catalogue of Life.